# Topanga
Topanga – jednostka osadnicza w Stanach Zjednoczonych, w stanie Kalifornia, w hrabstwie Los Angeles. Wchodzi w skład obszaru metropolitalnego Los Angeles.
Z Topanga pochodzi Amy Smart, amerykańska modelka i aktorka.